# 18 de setembro
18 de setembro é o 261.º dia do ano no calendário gregoriano (262.º em anos bissextos). Faltam 104 dias para acabar o ano.

## Eventos históricos

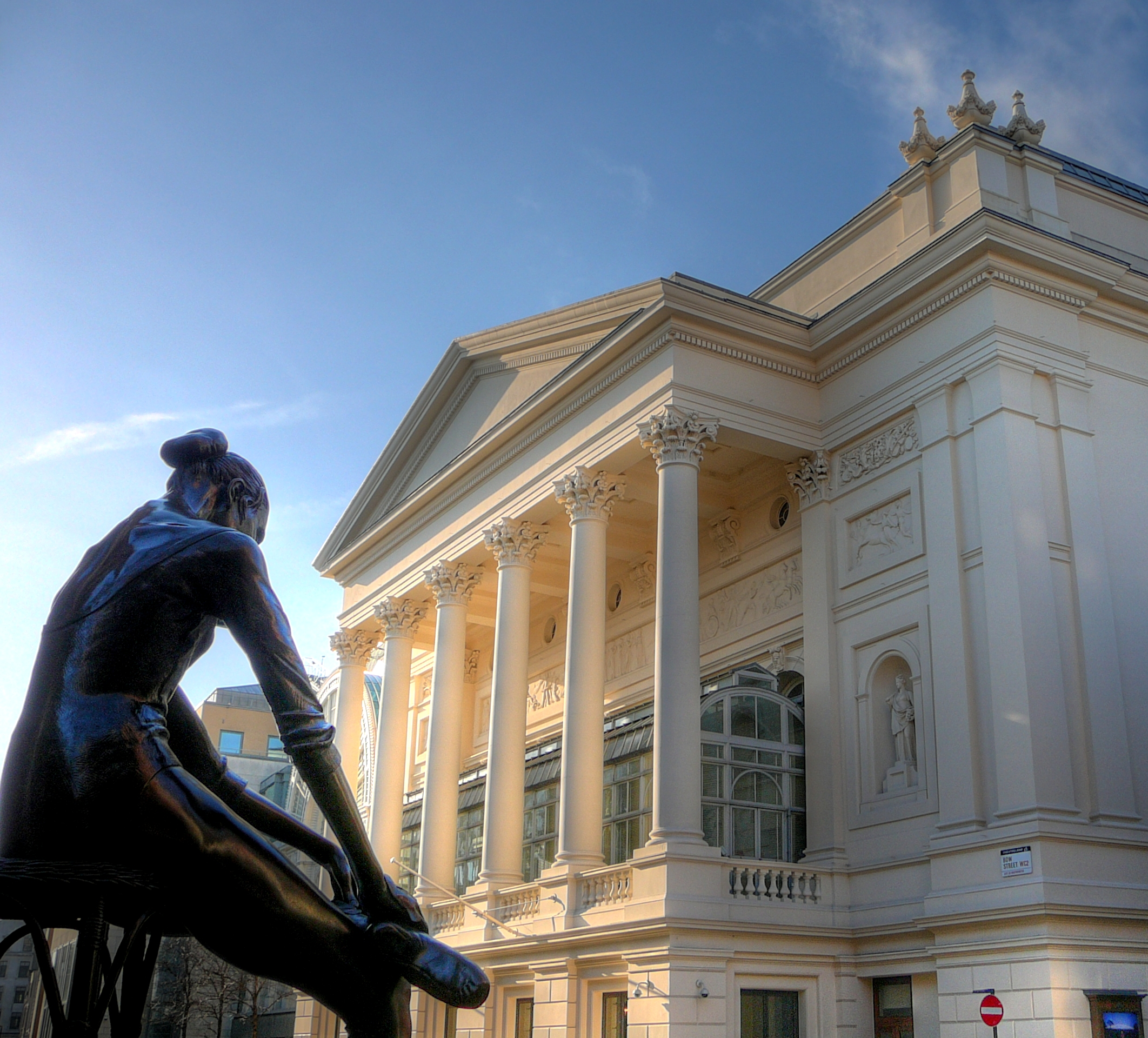
1809: Inauguração da Royal Opera House em Londres

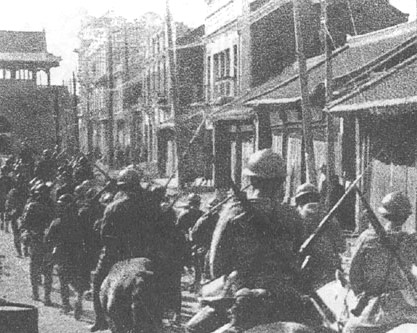
1931: O Incidente de Mukden

- 0085 — Domiciano, que vem conduzindo um reinado de terror nos últimos três anos, é assassinado como resultado de um complô de sua esposa Domícia e dois prefeitos pretorianos.
- 0096 — Nerva é proclamado imperador romano depois que Domiciano é assassinado.
- 0324 — Constantino, o Grande, derrota decisivamente Licínio na Batalha de Crisópolis, estabelecendo o único controle de Constantino sobre o Império Romano.
- 1048 — Batalha de Capetron entre um exército combinado bizantino-georgiano e um exército seljúcida.
- 1066 — O rei norueguês Haroldo III desembarca com Tostigo na foz do rio Humber e começa sua invasão da Inglaterra.
- 1454 — Guerra dos Treze Anos: Na Batalha de Chojnice, o exército polonês é derrotado pelos cavaleiros teutônicos.
- 1544 — A expedição de Juan Bautista Pastene desembarca na baía de San Pedro, sul do Chile, reivindicando o território para a Espanha.
- 1618 — Começa o décimo segundo baktun no calendário Mesoamericano de Contagem Longa.
- 1714 — Jorge I chega à Grã-Bretanha depois de se tornar rei em 1º de agosto.
- 1739 — O Tratado de Belgrado é assinado, pelo qual a Áustria cede terras ao sul dos rios Sava e Danúbio ao Império Otomano.
- 1759 — Guerra Franco-Indígena: Os Artigos de Capitulação de Quebec são assinados.
- 1793 — A primeira pedra angular do Capitólio dos Estados Unidos é colocada por George Washington.
- 1809 — É inaugurada a Royal Opera House em Londres.
- 1810 — Primeira Junta de Governo no Chile. Embora supostamente governe apenas durante a Guerra Peninsular na Espanha, é de fato o primeiro passo para a independência da Espanha, e é comemorado como tal.
- 1812 — O Incêndio de Moscou de 1812 termina depois de destruir mais de três quartos da cidade. Napoleão retorna do Palácio Petrovsky para o Kremlin de Moscou, poupado do fogo.
- 1822 — Foi criado por decreto de Dom Pedro I o Tope Nacional do Brasil ou Laço Nacional do Brasil.
- 1850 — Lei de Terras é promulgada, primeira iniciativa no sentido de organizar a propriedade privada no Império do Brasil.
- 1851 — Primeira publicação do The New-York Daily Times, que mais tarde se torna The New York Times.
- 1860 — Segunda Guerra do Ópio: Batalha de Zhangjiawan: Agora indo em direção a Pequim depois de ter ocupado Tianjin recentemente, a força anglo-francesa aliada se envolve e derrota um exército chinês Qing maior em Zhangjiawan.
- 1872 — O rei Óscar II ascende ao trono da Suécia-Noruega.
- 1873 — O Pânico de 1873 foi uma grave depressão econômica de âmbito nacional que afetou os Estados Unidos da América até 1877. A crise chegou ao Brasil em 1875 vários bancos faliram.
- 1882 — Abre a Bolsa de Valores do Pacífico.
- 1895 — O discurso da Exposição de Atlanta sobre relações raciais é proferido por Booker T. Washington.
- 1898 — O Incidente de Fachoda desencadeia o último episódio de guerra entre a Grã-Bretanha e a França.
- 1906 — O tufão de Hong Kong mata 15 000 pessoas.
- 1922 — O Reino da Hungria é admitido na Liga das Nações.
- 1927 — A rede de rádio CBS faz a sua primeira transmissão.
- 1928 — Juan de La Cierva y Codorniu faz o primeiro cruzamento do canal da Mancha com um autogiro.
- 1931 — O Incidente de Mukden dá ao Japão um pretexto para invadir e ocupar a Manchúria.
- 1934 — A União Soviética é admitida na Liga das Nações.
- 1939 — Segunda Guerra Mundial: o governo polonês de Ignacy Mościcki foge para a Romênia.
- 1944 — Segunda Guerra Mundial: Começa a Batalha de Arracourt.
- 1945 — O general Douglas MacArthur muda seu quartel-general de Manila para Tóquio.
- 1946 — Promulgada uma nova Constituição Brasileira.
- 1947 — Fundação da Central Intelligence Agency (CIA) dos Estados Unidos.
- 1948 — A Operação Polo é encerrada depois que o exército indiano aceita a rendição do exército de Hiderabade.
- 1950 — Inauguração da TV Tupi em São Paulo, a primeira emissora de televisão do Brasil.
- 1959 — Lançamento do satélite Vanguard III.
- 1960 — Fidel Castro chega a Nova York como chefe da delegação cubana nas Nações Unidas.
- 1961
  - O secretário-geral da ONU, Dag Hammarskjöld, morre em um acidente aéreo enquanto tentava negociar a paz na região de Katanga, na República Democrática do Congo.
  - A CONCACAF é criada como o órgão regulador do futebol de associação na América do Norte, América Central e Caribe.
- 1962 — Burundi, Jamaica, Ruanda e Trinidad e Tobago são admitidos como Estados-membros das Nações Unidas.
- 1973 — As Bahamas, Alemanha Oriental e Alemanha Ocidental são admitidas como Estados-Membro da ONU.
- 1974 — O furacão Fifi atinge Honduras com ventos de 110 km/h, matando 5 000 pessoas.
- 1977 — Voyager 1 tira a primeira fotografia distante da Terra e da Lua juntas.
- 1979 — Santa Lúcia é admitida como Estado-Membro da ONU.
- 1980 — A Soyuz 38 transporta dois cosmonautas (incluindo um cubano) para a estação espacial Salyut 6.
- 1981 — A Assemblée Nationale vota para abolir a pena capital na França.
- 1982 — O massacre de Sabra e Shatila no Líbano chega ao fim.
- 1984 — Joseph Kittinger completa a primeira travessia solo de balão do Atlântico.
- 1988
  - A Revolta do dia 8888 em Myanmar chega ao fim.
  - O general Henri Namphy, presidente do Haiti, é deposto do poder em um golpe de Estado liderado pelo general Prosper Avril.
- 1990
  - Um cemitério secreto das vítimas da ditadura militar é descoberto na região de Perus, em São Paulo.
  - Liechtenstein é admitido como Estado-Membro da ONU.
- 1997
  - É adotada a Convenção sobre a Proibição de Minas Antipessoais.
  - O magnata da mídia dos Estados Unidos Ted Turner doa US$ 1 bilhão para as Nações Unidas.
- 2001 — Início dos Ataques com carbúnculo nos Estados Unidos.
- 2007 — Monges budistas se juntam a manifestantes antigovernamentais em Myanmar, iniciando o que alguns chamam de Revolução Açafrão.
- 2011 — Suicídio de Jamey Rodemeyer
- 2014 — A Escócia vota contra a independência do Reino Unido, 55% a 45%.
- 2016 — O ataque a Uri mata dezenove soldados do Exército Indiano e todos os quatro atacantes.
- 2024 — Segunda onda das explosões de pagers e walkie-talkies no Líbano e na Síria, que mataram ao menos 32 pessoas.

## Nascimentos

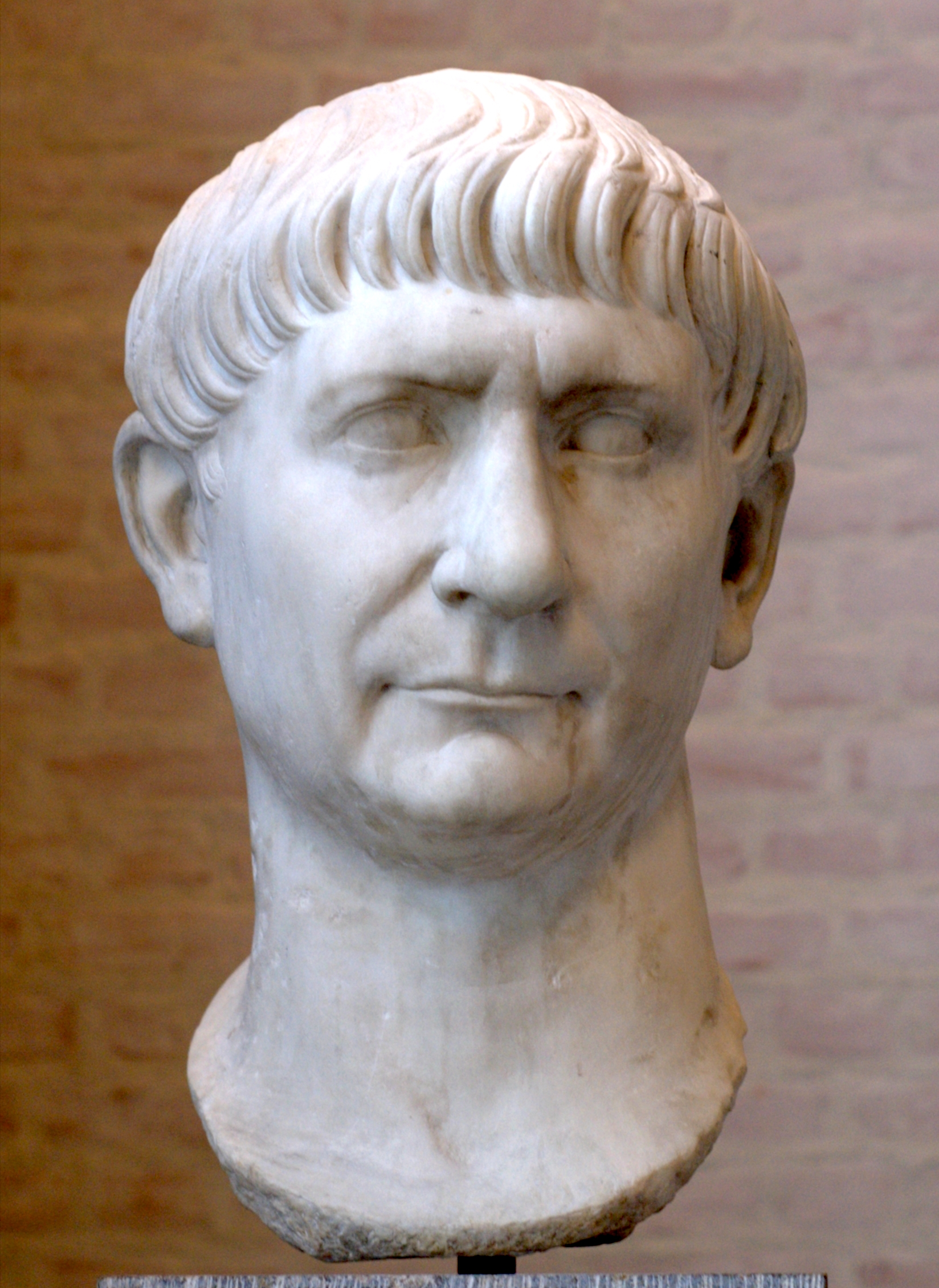
Trajano

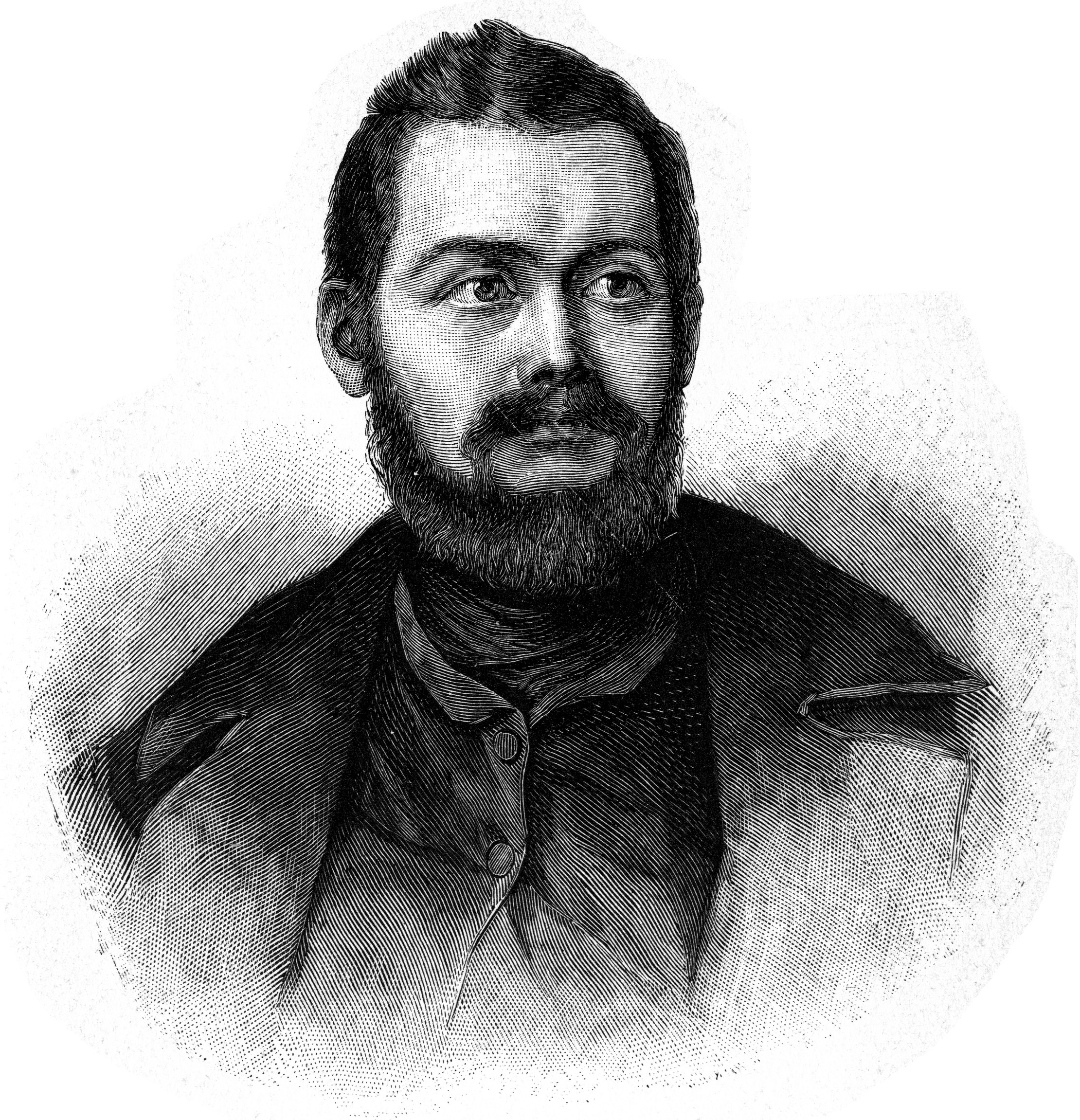
Heinrich Laube

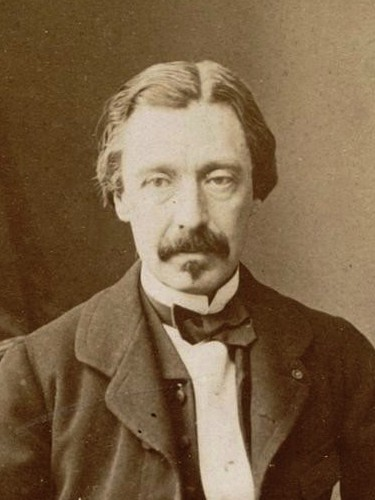
Jean Bernard Léon Foucault

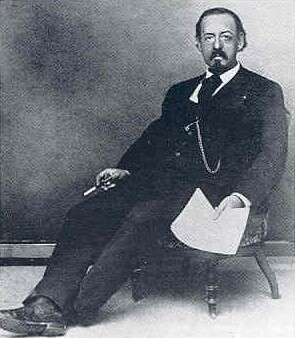
Siegfried Marcus

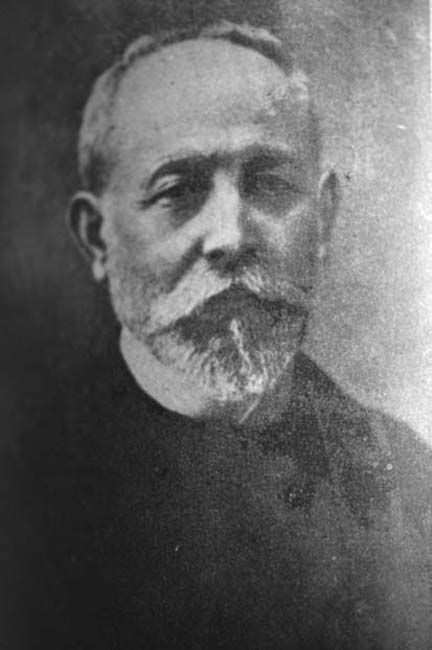
Florentino Ameghino

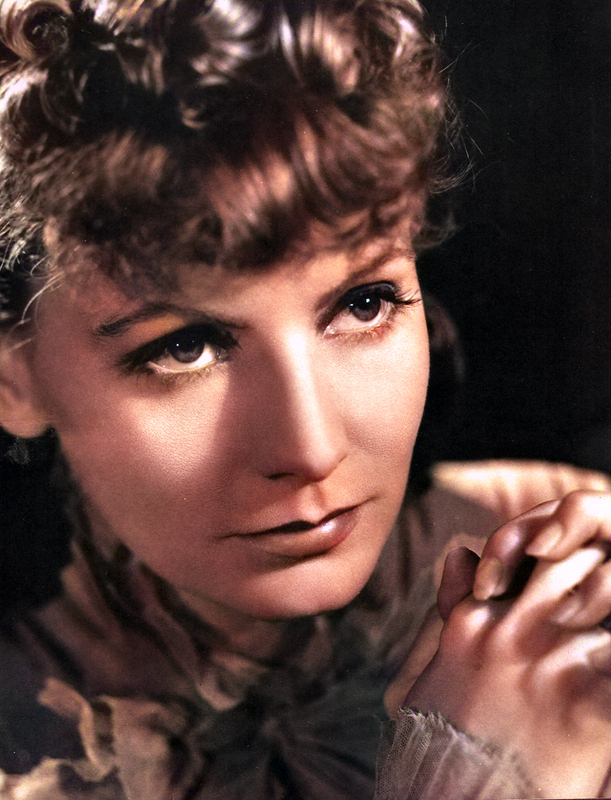
Greta Garbo

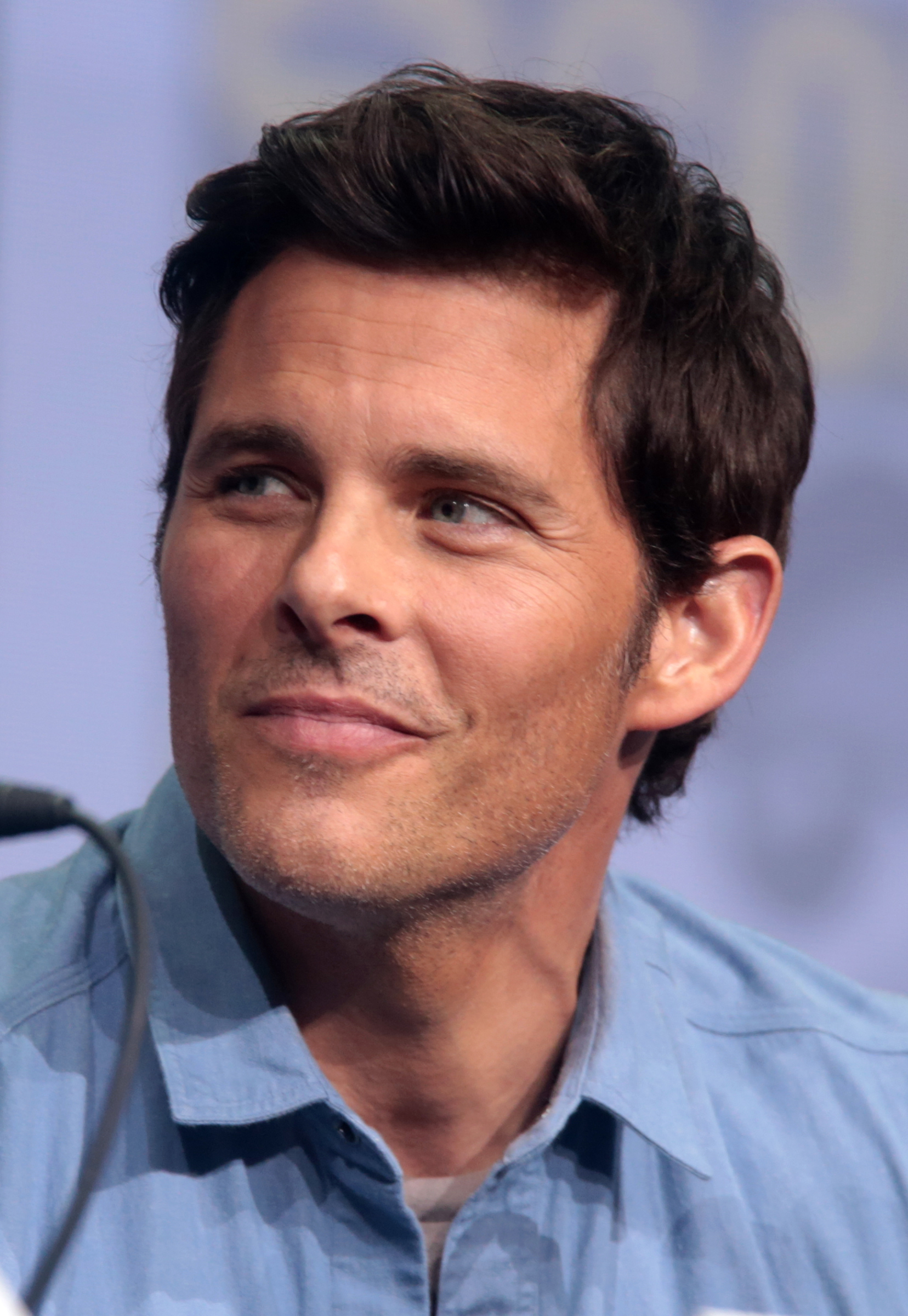
James Marsden

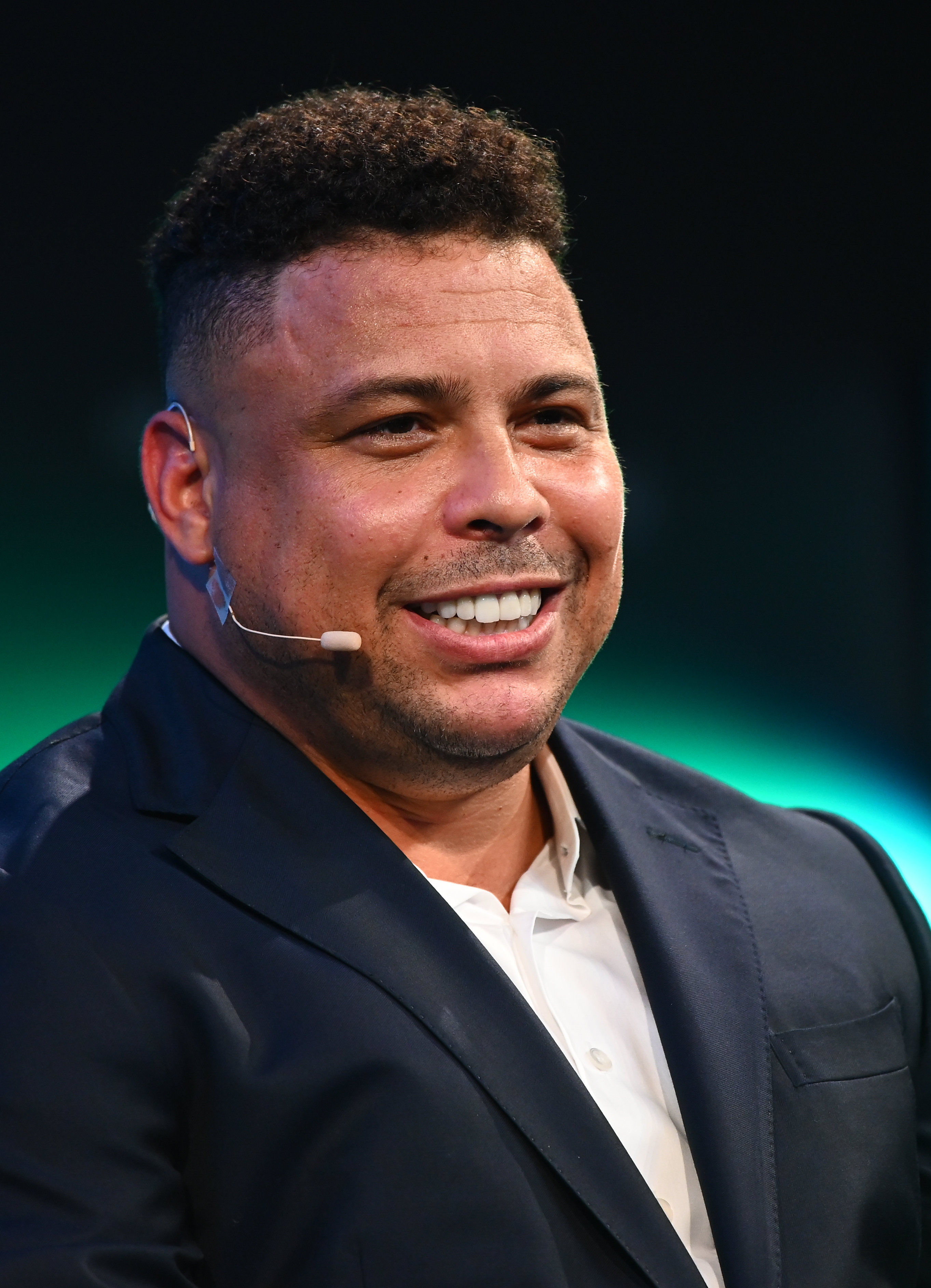
Ronaldo Nazário

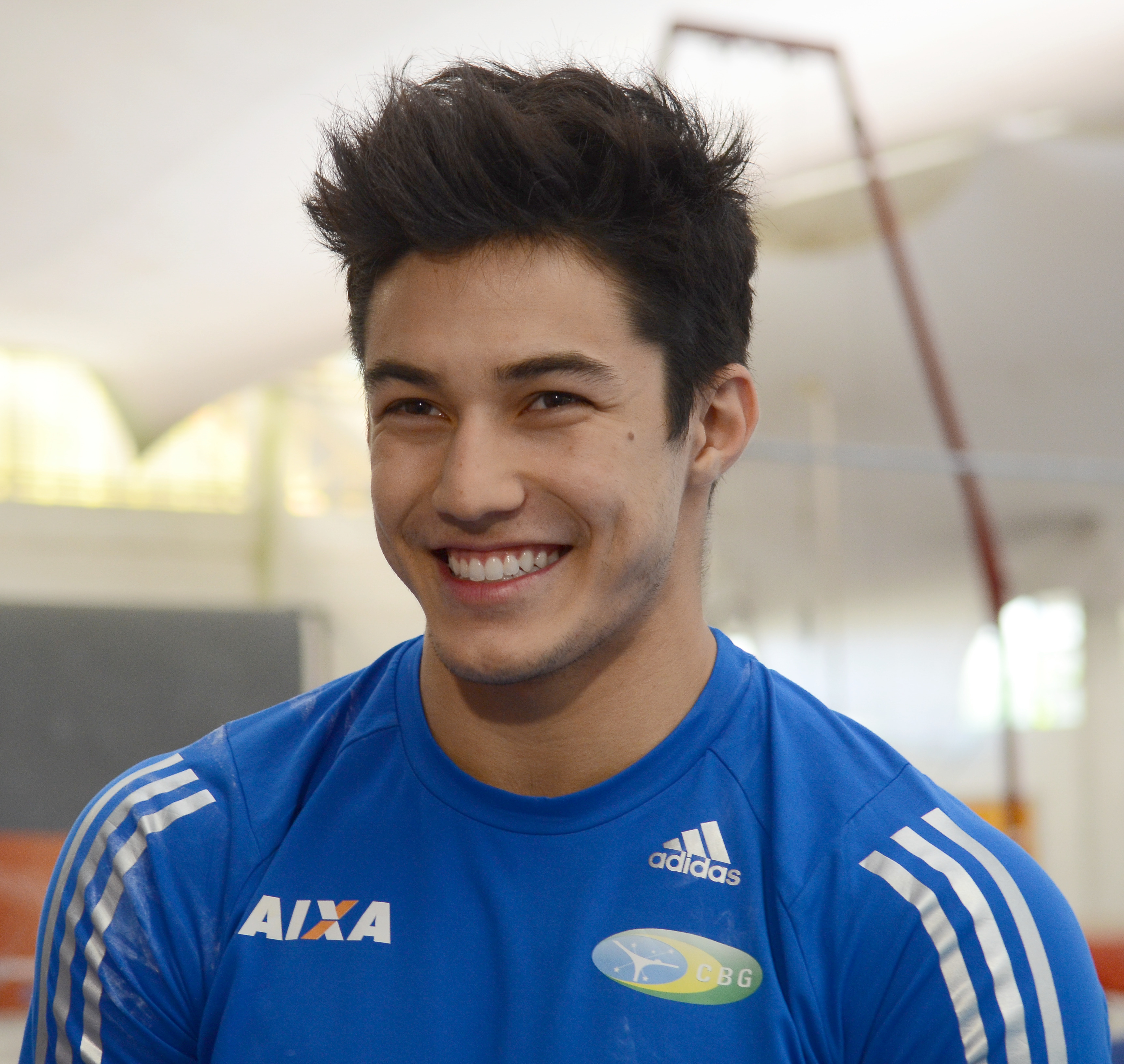
Arthur Nory Mariano

### Anteriores ao século XIX
- 0053 — Trajano, imperador romano (m. 117).
- 1344 — Maria de França, Duquesa de Bar (m. 1404).
- 1434 — Leonor de Portugal, Imperatriz Romano-Germânica (m. 1467).
- 1587 — Francesca Caccini, compositora e cantora italiana
- 1599 — Robert Blake, almirante inglês (m. 1657).
- 1676 — Everardo Luís, Duque de Württemberg (m. 1733).
- 1705 — Sarah Lennox, Duquesa de Richmond e Lennox (m. 1751).
- 1711 — Ignaz Holzbauer, compositor austríaco (m. 1783).
- 1718 — Maria Ana da Áustria, governadora dos Países Baixos (m. 1744).
- 1750 — Tomás de Iriarte, escritor e crítico de música espanhol (m. 1791).
- 1752 — Adrien-Marie Legendre, matemático francês (m. 1833).
- 1762 — Diana Noel, 2.ª Baronesa Barham (m. 1824).
- 1765 — Papa Gregório XVI (m. 1846).
- 1782 — José Tomás Boves, militar espanhol (m. 1814).
- 1786 — Cristiano VIII da Dinamarca (m. 1848).
- 1789 — Eduard Simon, químico alemão (m. 1856).

### Século XIX
- 1806 — Heinrich Laube, dramaturgo, novelista e diretor de teatro alemão (m. 1884).
- 1819 — Jean Bernard Léon Foucault, físico e astrônomo francês (m. 1868).
- 1824 — Yechiel Michel Pines, rabino, escritor e sionista russo (m. 1913).
- 1831
  - Antônio Manuel Correia de Miranda, político do Império do Brasil (m. 1903).
  - Siegfried Marcus, inventor e pioneiro do automóvel austríaco (m. 1898).
- 1837 — Aires de Ornelas e Vasconcelos, religioso português (m. 1880).
- 1838 — Anton Mauve, pintor neerlandês (m. 1888).
- 1849 — Salvador de Iturbide y Marzán, príncipe mexicano (m. 1895).
- 1851 — Domingos Olímpio, advogado, diplomata, jornalista, escritor e político brasileiro (m. 1906).
- 1854
  - Florentino Ameghino, naturalista, paleontólogo, antropólogo e zoólogo argentino (m. 1911).
  - Viktor Dankl von Krásnik, militar austríaco (m. 1941).
- 1858 — Pedro Nel Ospina, político, militar e engenheiro colombiano (m. 1927).
- 1862 — Maria Teresa da Áustria (m. 1933).
- 1869 — Ellen Hansell, tenista estadunidense (m. 1937).
- 1872 — Adolf Schmal, esgrimista e ciclista austríaco (m. 1919).
- 1885 — Viktor Smeds, ginasta finlandês (m. 1957).
- 1891 — Demétrio Pavlovich da Rússia (m. 1942).
- 1894 — Ermilo Abreu Gómez, escritor mexicano (m. 1971).
- 1895 — John Diefenbaker, político canadense (m. 1979).
- 1899 — Carlos Botelho, pintor e desenhista português (m. 1982).

### Século XX

#### 1901–1950
- 1905 — Greta Garbo, atriz sueca (m. 1990).
- 1906 — Julio Rosales y Ras, cardeal filipino (m. 1983).
- 1907 — Jakob Brendel, lutador alemão (m. 1964).
- 1908 — Viktor Ambartsumian, astrônomo armênio (m. 1996).
- 1910
  - Josef Tal, compositor israelense (m. 2008).
  - Augusto Fraga, cineasta português (m. 2000).
- 1911
  - Francisco Dantas, ator lituano-brasileiro (m. 2000).
  - Helmut Braselmann, handebolista alemão (m. 1993).
- 1912 — Sarah Palfrey Cooke, tenista estadunidense (m. 1996).
- 1913 — Georg Bochmann, militar alemão (m. 1973).
- 1914
  - Léon Mart, futebolista luxemburguês (m. 1984).
  - Jack Cardiff, diretor de fotografia e cineasta britânico (m. 2009).
- 1916
  - Rossano Brazzi, ator e cantor italiano (m. 1994).
  - Osvaldo Brandão, treinador de futebol brasileiro (m. 1989).
- 1917
  - József Asbóth, tenista húngaro (m. 1986).
  - June Foray, dubladora estadunidense (m. 2017).
  - Francis Parker Yockey, filósofo norte-americano (m. 1960).
- 1918 — Johnny Mantz, automobilista estadunidense (m. 1972).
- 1919 — Pál Losonczi, político húngaro (m. 2005).
- 1920 — Jack Warden, ator norte-americano (m. 2006).
- 1923 — Ana de Bourbon-Parma (m. 2016).
- 1924 — Eloísa Mafalda, atriz brasileira (m. 2018).
- 1926 — Bud Greenspan, produtor, diretor de cinema e escritor norte-americano (m. 2010).
- 1929 — Alla Horska, pintora ucraniana (m. 1970).
- 1931 — Julio Grondona, empresário e dirigente esportivo argentino (m. 2014).
- 1932
  - Franco Ambrosio, empresário italiano (m. 2009).
  - Luis Ayala, ex-tenista chileno (m. 2024).
- 1933
  - Bob Bennett, político estadunidense (m. 2016).
  - Julio César Strassera, advogado e jurista argentino (m. 2015).
  - Fred Willard, ator norte-americano (m. 2020).
- 1934 — Dieter Stolte, jornalista alemão (m. 2023).
- 1939
  - Jorge Sampaio, político português (m. 2021).
  - Frankie Avalon, cantor, músico e ator estadunidense.
- 1940 — Abbas El Fassi, político e diplomata marroquino.
- 1942
  - Ila Ray Hadley, patinadora artística estadunidense (m. 1961).
  - Pavel Sadyrin, futebolista e treinador de futebol russo (m. 2001).
  - Wolfgang Schäuble, político alemão (m. 2023).
  - Alex Stepney, ex-futebolista britânico.
- 1944 — Yitzchak Vissoker, ex-futebolista israelense.
- 1945
  - Ottorino Sartor, futebolista peruano (m. 2021).
  - John McAfee, programador de computadores britânico (m. 2021).
- 1946
  - Joel Camargo, futebolista brasileiro (m. 2014).
  - Rocío Jurado, cantora e atriz espanhola (m. 2006).
  - Fritz André, ex-futebolista haitiano.
- 1947
  - Giancarlo Minardi, empresário italiano.
  - Guy François, futebolista haitiano (m. 2019).
  - Jaime Portillo, ex-futebolista salvadorenho.
- 1948 — Neila Tavares, atriz e escritora brasileira (m. 2022).
- 1949
  - Peter Shilton, ex-futebolista britânico.
  - Liza Vieira, atriz brasileira.
  - Gennady Komnatov, ciclista russo (m. 1979).
- 1950
  - Anna Deavere Smith, atriz e dramaturga estadunidense.
  - Carl Verbraeken, compositor belga.

#### 1951–2000
- 1951
  - Benjamin S. "Ben" Carson, neurocirurgião pediátrico estadunidense.
  - Marc Surer, ex-automobilista suíço.
  - Dee Dee Ramone, músico estadunidense (m. 2002).
- 1952 — Marcus Leatherdale, fotógrafo canadense (m. 2022).
- 1953 — Celso Freitas, jornalista e apresentador brasileiro.
- 1954
  - Steven Pinker, linguista e psicólogo canadense-americano.
  - Jovino Santos Neto, músico brasileiro.
- 1956
  - Chris Hedges, jornalista e escritor estadunidense.
  - Viktor Alexandrovič Lyapkalo, pintor russo.
- 1958
  - John Aldridge, ex-futebolista e treinador de futebol irlandês.
  - Rachid Taha, cantor e compositor argelino (m. 2018).
- 1959
  - Sérgio Britto, músico brasileiro.
  - Charles Myara, ator e produtor de televisão brasileiro.
  - Wu Shude, ex-halterofilista chinês.
- 1960
  - Joshua Angrist, economista norte-americano.
  - Olivier de Germay, arcebispo francês.
- 1961
  - James Gandolfini, ator estadunidense (m. 2013).
  - Andrew Airlie, ator britânico.
- 1962
  - Holger Quiñónez, ex-futebolista e treinador de futebol equatoriano.
  - Serenella Andrade, apresentadora de televisão portuguesa.
- 1963
  - Christopher Heyerdahl, ator canadense.
  - Tudor Casapu, ex-halterofilista moldávio.
- 1964
  - Carlos Alves, ex-automobilista brasileiro.
  - Marco Masini, cantor e compositor italiano.
- 1965 — Carsten Nicolai, compositor alemão.
- 1967
  - Roberto Rosetti, ex-árbitro de futebol italiano.
  - Tara Fitzgerald, atriz britânica.
  - Masami Ihara, ex-futebolista e treinador de futebol japonês.
  - Arievaldo Viana, radialista, poeta e ilustrador brasileiro (m. 2020).
- 1968 — Cristián Castañeda, ex-futebolista chileno.
- 1969
  - Stéphane Lannoy, ex-árbitro de futebol francês.
  - Cláudio Gabriel, ator brasileiro.
- 1970
  - Frank Aguiar, cantor, compositor e político brasileiro.
  - Aisha Tyler, atriz estadunidense.
  - Marcello Airoldi, ator e diretor brasileiro.
  - Didier Rous, ex-ciclista francês.
- 1971
  - Lance Armstrong, ex-ciclista estadunidense.
  - Anna Netrebko, soprano russa.
  - Jada Pinkett Smith, atriz, cantora e modelo estadunidense.
- 1972 — Michael Landes, ator estadunidense.
- 1973
  - Ami Onuki, cantora japonesa.
  - Jardel, ex-futebolista brasileiro.
  - James Marsden, ator estadunidense.
  - Aitor Karanka, ex-futebolista e treinador de futebol espanhol.
  - Mark Shuttleworth, empresário sul-africano.
- 1974
  - Xzibit, rapper estadunidense.
  - Ticha Penicheiro, ex-basquetebolista portuguesa.
  - Sol Campbell, ex-futebolista e treinador de futebol britânico.
  - Pablo Villaça, crítico de cinema brasileiro.
- 1975
  - Robinson Monteiro, cantor brasileiro.
  - Fabrice Reuperné, ex-futebolista martinicano.
  - Akihiro Endo, ex-futebolista japonês.
  - Poliana Abritta, jornalista brasileira.
  - Jason Sudeikis, ator estadunidense.
- 1976 — Ronaldo Nazário, ex-futebolista e empresário brasileiro.
- 1977 — Commins Menapi, futebolista e treinador de futebol salomônico (m. 2017).
- 1978
  - Lu Andrade, cantora brasileira.
  - Augustine Simo, ex-futebolista camaronês.
  - Pilar López de Ayala, atriz espanhola.
- 1979
  - Alison Lohman, atriz estadunidense.
  - Junichi Inamoto, ex-futebolista japonês.
  - Daniel Aranzubia, ex-futebolista espanhol.
- 1980
  - Ludovic Assemoassa, ex-futebolista togolês.
  - Ilan,ex- futebolista brasileiro.
  - Julien Stéphan, ex-futebolista e treinador de futebol francês.
  - Bruno Candé, ator português (m. 2020).
- 1981
  - Jennifer Tisdale, atriz e modelo estadunidense.
  - Arie Luyendyk Jr., automobilista neerlandês.
- 1982
  - José Devaca, ex-futebolista paraguaio.
  - Alfredo Talavera, futebolista mexicano.
- 1983
  - Julianne Sitch, futebolista estadunidense.
  - Diego Corrêa, futebolista brasileiro.
  - Kevin Doyle, ex-futebolista irlandês.
- 1984 — Dizzee Rascal, rapper e compositor britânico.
- 1985 — Chris Riggi, ator estadunidense.
- 1986 — Renaud Lavillenie, atleta de salto com vara francês.
- 1987
  - Carlos Quintero, futebolista colombiano.
  - Luísa Sobral, cantora portuguesa.
  - Marwin Hitz, futebolista suíço.
  - Jinkx Monsoon, drag queen americana.
- 1988
  - Yuichi Sugita, ex-tenista japonês.
  - Frédéric Mendy, futebolista franco-guineense.
  - Li Xuepeng, futebolista chinês.
- 1990
  - Lewis Holtby, futebolista alemão.
  - Faty Papy, futebolista burundinês (m. 2019).
  - Anice Badri, futebolista tunisiano.
- 1991
  - Raúl Cáceres, futebolista paraguaio.
  - Franck Kom, futebolista camaronês.
- 1992
  - Colby Minifie, atriz norte-americana.
  - Timothey N'Guessan, handebolista francês.
  - Amber Liu, cantora e atriz estadunidense.
- 1993
  - Arthur Nory, ginasta brasileiro.
  - Patrick Schwarzenegger, ator, modelo e empresário estadunidense.
  - Gabriel Appelt Pires, futebolista brasileiro.
- 1995 — Max Meyer, futebolista alemão.
- 1996 — Alfonso Celis Jr., ex-automobilista mexicano.
- 1998
  - Christian Pulisic, futebolista estadunidense.
  - Ethan Hayter, ciclista britânico.
- 1999 — Bent Viscaal, automobilista neerlandês.
- 2000
  - James Bouknight, jogador de basquete norte-americano.
  - Marius Mayrhofer, ciclista alemão.
  - Alex Warren, cantor e compositor norte-americano.

### Século XXI
- 2002 — Antonio Serravalle, automobilista canadense.
- 2003 — Aidan Gallagher, ator e cantor norte-americano.
- 2008 — Jackson Robert Scott, ator norte-americano.

## Mortes

### Anteriores ao século XIX
- 0096 — Domiciano, imperador romano (n. 51).
- 0895 — Ricarda da Suábia, rainha da Frância (n. 840).
- 1137 — Érico II da Dinamarca (n. ?).
- 1189 — Luís VII de França (n. 1120).
- 1302 — Eudócia Paleóloga, imperatriz de Trebizonda (n. 1265).
- 1385 — Balša II, príncipe albanês (n. ?).
- 1361 — Luís V da Baviera (n. 1315).
- 1443 — Luís de Luxemburgo, cardeal e político francês (n. 1390).
- 1470 — Fernando de Portugal, Duque de Viseu (n. 1433).
- 1598 — Toyotomi Hideyoshi, daimiô japonês (n. 1537).
- 1631 — Doroteia do Palatinado-Simmern, princesa de Anhalt-Dessau (n. 1581).
- 1675 — Carlos IV da Lorena, duque de Lorena e Bar (n. 1604).
- 1782 — Marc-René de Voyer d'Argenson, militar francês (n. 1722).
- 1783 — Leonhard Euler, físico e matemático suíço (n. 1707).

### Século XIX
- 1830 — William Hazlitt, escritor britânico (n. 1778).
- 1872 — Carlos XV da Suécia (n. 1826).
- 1877 — Alexandre Herculano, escritor, historiador e político português (n. 1810).
- 1896 — Hippolyte Fizeau, físico francês (n. 1819).

### Século XX
- 1909 — Mary Lee, sufragista irlandesa (n. 1821).
- 1961 — Dag Hammarskjöld, diplomata, economista e escritor sueco (n. 1905).
- 1962 — Teresa Neumann, religiosa alemã (n. 1898).
- 1967 — John Cockcroft, físico britânico (n. 1897).
- 1970 — Jimi Hendrix, músico norte-americano (n. 1942).
- 1978 — John Crammond, piloto de skeleton britânico (n. 1906).
- 1987
  - Américo Tomás, político português (n. 1894).
  - Golbery de Couto e Silva, general e geopolítico brasileiro (n. 1911).
- 1995 — Henriqueta Brieba, atriz brasileira (n. 1901).

### Século XXI
- 2002 — Mauro Ramos, futebolista brasileiro (n. 1930).
- 2004
  - Norman Cantor, historiador canadense (n. 1929).
  - Russ Meyer, diretor de cinema e fotógrafo estadunidense (n. 1922).
- 2008 — Mauricio Kagel, compositor e cenógrafo argentino (n. 1931).
- 2009 — Irving Kristol, escritor e jornalista estadunidense (n. 1920).
- 2011 — Jamey Rodemeyer, estudante e ativista estadunidense que cometeu suicídio (n. 1997).
- 2020 — Ruth Bader Ginsburg, advogada e juíza norte-americana (n. 1933).
- 2021 — Julos Beaucarne, poeta, ator, escultor e cantor belga (n. 1936).

## Feriados e eventos cíclicos

### Brasil
- Dia Nacional da Televisão
- Dia Nacional de Conscientização e Incentivo ao Diagnóstico Precoce do Retinoblastoma
- Aniversário da cidade de Diamantino, em Mato Grosso
- Aniversário da cidade de Aimorés, em Minas Gerais
- Aniversário da cidade de Feira de Santana, na Bahia

### Cristianismo
- José de Cupertino
- Juan Macías
- María de la Purísima da Cruz
- Metódio de Olimpos
- Ricarda da Suábia
- Sofia de Roma
- Teresa Neumann

## Outros calendários
- No calendário romano era o 14.º dia (XIV) antes das calendas de outubro.
- No calendário litúrgico tem a letra dominical B para o dia da semana.
- No calendário gregoriano a epacta do dia é vi.